# Sison flexuosum
Sison flexuosum är en flockblommig växtart som beskrevs av Barthélemy Charles Joseph Dumortier. Sison flexuosum ingår i släktet höstpersiljor, och familjen flockblommiga växter. Inga underarter finns listade i Catalogue of Life.